# 洪小勇
洪小勇（1961年3月—），江苏人，祖籍安徽歙县，中华人民共和国外交官。北京大学毕业。

## 生平
洪小勇毕业于北京大学。1984年，进入中华人民共和国外交部工作，先后在外交部亚洲司、驻日本大使馆交替任职。2004年，任常驻联合国代表团参赞。2005年，任外交部亚洲司参赞兼处长。2007年，任驻新加坡大使馆公使衔参赞。2008年，任外交部办公厅副主任、部领导秘书。2011年12月，任外交部驻香港特别行政区特派员公署副特派员。2014年5月，出任中华人民共和国驻越南大使。2018年3月，出任中华人民共和国驻新加坡大使。2022年3月，自驻新加坡大使离任。

## 家庭
已婚，有一女。

## 荣誉

### 外国勋章奖章
- 友谊勋章（越南，2018年2月12日颁发[5]）